# Strotzbüsch
Strotzbüsch ist eine Ortsgemeinde im Landkreis Vulkaneifel in Rheinland-Pfalz. Sie gehört der Verbandsgemeinde Daun an.

## Geographie
Der Ort liegt in der südlichen Vulkaneifel.
Zu Strotzbüsch gehören auch die Wohnplätze Auf Adelberg, Bernardyhof, Maasenhof, Strotzbüscher Mühle und Schiewich Hof.

## Geschichte
Strotzbüsch wurde erstmals in einer Schenkungsurkunde vom 11. Juni 1097 genannt, in welcher der Trierer Erzbischof Egilbert dem Simeonstift in Trier den Besitz in „Strouadesbusch“ (Strotzbüsch) und „Lutzenroda“ (Lutzerath) bestätigt. Die Schenkung stammte aus dem Besitz des Propstes Poppe. Später wird der Ort auch „Struwertzbusch“ (1360) und „Stroßbusch“ (1476) genannt.
Bis zum Jahre 1794 gehörte Strotzbüsch zum kurtrierischen Amt Cochem. Den Zehnten teilten sich der Dompropst von Trier, das Kloster Echternach und der Graf Waldbott von Bassenheim.
Bevölkerungsentwicklung
Die Entwicklung der Einwohnerzahl von Strotzbüsch, die Werte von 1871 bis 1987 beruhen auf Volkszählungen:
| Jahr | Einwohner |
| 1815 | 283       |
| 1835 | 319       |
| 1871 | 323       |
| 1905 | 363       |
| 1939 | 343       |
| 1950 | 348       |

| Jahr | Einwohner |
| 1961 | 325       |
| 1970 | 359       |
| 1987 | 372       |
| 1997 | 439       |
| 2005 | 450       |
| 2023 | 436       |

## Politik

### Bürgermeister
Dirk Peifer wurde am 26. August 2019 Ortsbürgermeister von Strotzbüsch. Da bei der Direktwahl am 26. Mai 2019 kein Bewerber angetreten war, oblag die Neuwahl des Bürgermeisters gemäß Gemeindeordnung dem Rat. In seiner konstituierenden Sitzung wählte er Peifer für fünf Jahre ins Amt. Er wurde im Juni 2024 wiedergewählt.
Peifers Vorgänger Emil Maas hatte das Amt seit 2004 ausgeübt.

### Wappen
| Wappen von Strotzbüsch | Blasonierung: „Schild geteilt, oben in Rot eine silberne Waage mit einem silbernen Palmwedel belegt. Unten in Gold ein schwarzer, doppelköpfiger Adler.“ |
| Wappen von Strotzbüsch | |

## Sehenswürdigkeiten
- Mineralquelle
- Strotzbüscher Mühle
- Römergrab
- St. Vincentius-Kirche

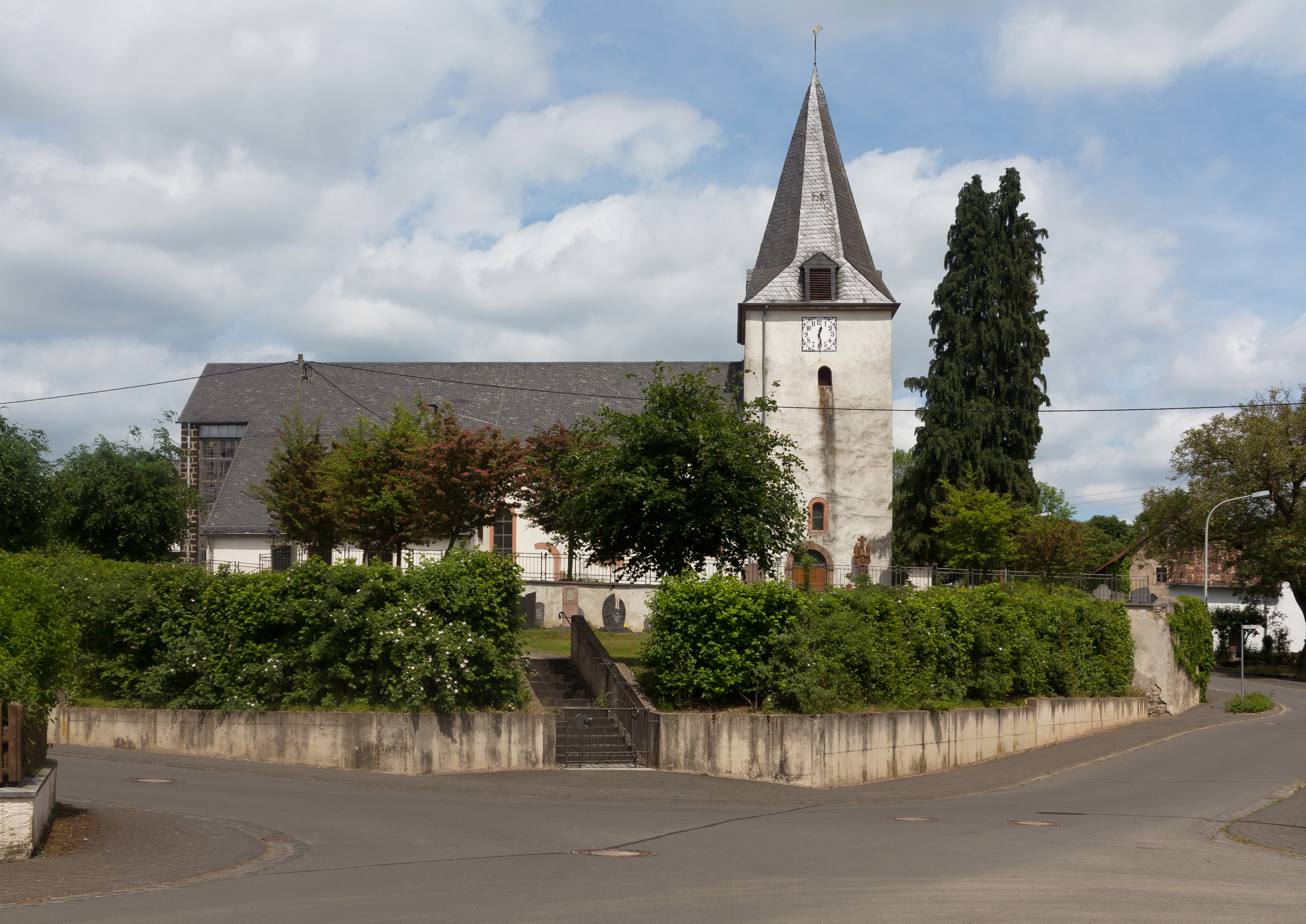
Pfarrkirche Sankt Vinzenzius

- Siebenbachtal (Aussichtspunkt, von dem man die Üß an sieben Stellen sehen kann)

Siehe auch: Liste der Kulturdenkmäler in Strotzbüsch

## Persönlichkeiten
- Hildegard Wesse geb. Irmen, (* 28. März 1911 in Strotzbüsch; † 27. Mai 1997 in Braunschweig), NS-Ärztin, Beteiligte an Euthanasie-Verbrechen